# Adenocarpus
Adenocarpus DC., 1815 è un genere di piante appartenente alla tribù delle Genisteae (sottofamiglia Faboideae).

## Tassonomia
Il genere comprende le seguenti specie:
- Adenocarpus anagyrifolius Coss. & Balansa
- Adenocarpus argyrophyllus (Rivas Goday) Rivas Mart.
- Adenocarpus artemisiifolius Jahand., Maire & Weiller
- Adenocarpus bacquei Batt. & Pit.
- Adenocarpus boudyi Batt. & Maire
- Adenocarpus cincinnatus (Ball) Maire
- Adenocarpus commutatus Guss.
- Adenocarpus complicatus (L.) J.Gay
- Adenocarpus decorticans Boiss.
- Adenocarpus desertorum Castrov.
- Adenocarpus faurei Maire
- Adenocarpus foliolosus (Aiton) DC.
- Adenocarpus hispanicus (Lam.) DC.
- Adenocarpus mannii (Hook.f.) Hook.f.
- Adenocarpus ombriosus Ceballos & Ortuño
- Adenocarpus ronaldii Essokne & Jury
- Adenocarpus × subdecorticans Humbert & Maire
- Adenocarpus telonensis (Loisel.) DC.
- Adenocarpus umbellatus Coss. & Durieu ex Batt.
- Adenocarpus viscosus (Willd.) Webb & Berthel.

In Italia sono abbastanza diffusi Adenocarpus commutatus e Adenocarpus complicatus.